# Татаупа перуанський
Татаупа перуанський (Crypturellus bartletti) — вид птахів родини тинамових (Tinamidae).

## Поширення
Вид поширений у західній частині Бразилії, на півночі Болівії, сході Перу та Еквадору. Мешкає в низинних вологих лісах у субтропічних і тропічних регіонах на висоті до 500 м над рівнем моря.

## Опис
Птах завдовжки приблизно 27 см. Його верхня частина коричнева, горло і черевце білі, решта нижньої частини — рудувата, боки чорні, а крона чорнувата.

## Спосіб життя
Харчується переважно плодами, які збирає на землі та в низьких кущах. Він також харчується дрібними безхребетними, квітковими бруньками, молодим листям, насінням та корінням. Гніздо облаштовує на землі серед густої рослинності. Самці відповідають за інкубацію яєць, які можуть бути від кількох самиць. Також самці доглядають за пташенятами доки вони не стануть самостійними, зазвичай на 2-3 тижні.